# 古賓 (布恰奇區)
48°51′10″N 25°25′16″E / 48.85278°N 25.42111°E
古賓（烏克蘭語：Губин），是烏克蘭的村落，位於該國西部捷爾諾波爾州，由喬爾特基夫區負責管轄，面積4.27平方公里，2001年人口210，人口密度每平方公里49.2人。